# Steve Docherty
Steve Docherty (Newcastle, 6 maggio 1950) è un ex tennista australiano.

## Carriera
Durante la sua carriera ha raggiunto quattro finali di doppio. Nei tornei del Grande Slam ha ottenuto il suo miglior risultato raggiungendo il terzo turno nel doppio agli US Open nel 1979, e nel doppio misto a Wimbledon nel 1977.

## Statistiche

### Doppio

#### Finali perse (4)
| Numero | Anno              | Torneo                        | Superficie | Compagno        | Avversari in finale         | Punteggio |
| 1.     | 27 novembre 1977  | ATP Taipei, Taipei            | Sintetico  | Tom Gorman      | Chris Delaney Pat Du Pré    | 6-7, 6-7  |
| 2.     | 16 settembre 1979 | Atlanta Open, Atlanta         | Cemento    | Eliot Teltscher | Raymond Moore Ilie Năstase  | 4-6, 2-6  |
| 3.     | 23 dicembre 1979  | New South Wales Open, Sydney  | Erba       | Chris Lewis     | Peter McNamara Paul McNamee | 6-7, 3-6  |
| 4.     | 6 aprile 1980     | Palm Harbor Open, Palm Harbor | Cemento    | John James      | Paul Kronk Paul McNamee     | 4-6, 5-7  |